# Crepidophorus

Crepidophorus  (лат.) — род жуков-щелкунов подсемейства Denticollinae.

## Распространение
Все представители палеарктические.

## Описание
Щелкуны средних размеров. Тело стройное, окраска варьируется от светло-коричневого до тёмно-коричневого. Килевидная область широкая. Усики и у самки и у самца пиловидные начиная с третьего сегмента. Задний край пропленр не имеет выемки. Кили на задних углах переднеспинки располагаются близко к боковому краю, иногда не доходят до их вершин или же отсутствуют. Бедренные покрышки задних тазиков сужаются к наружней части довольно сильно и равномерно. Второй, третий, и иногда и четвёртый сегмент с зачатком лопастинки или с более или менее явственной лопастинкой.

## Экология
Жуки населяют леса.

## Систематика
- Crepidophorus expolitus (Gurjeva, 1987)
- Crepidophorus laetus (Candèze, 1879)
- Crepidophorus mutilatus (Rosenhauer, 1847)
- Crepidophorus rufiventris (Eschscholtz, 1822)